# Mönträsk
Mönträsk är en sjö i Finströms kommun i Åland (Finland). Den ligger i den norra delen av landskapet, 29 km norr om huvudstaden Mariehamn. Mönträsk ligger 19 meter över havet. Den ligger på ön Fasta Åland. Arean är 13,5 hektar och strandlinjen är 1,92 kilometer lång. Sjön  ingår i Norra Ålands havs avrinningsområde. 